# Золотурн (футбольний клуб)
«Золотурн» (нім. Fussballclub Solothurn) — швейцарський футбольний клуб з однойменного міста, заснований у 1901 році. Домашні матчі приймає на стадіоні «Золотурн».

## Історія

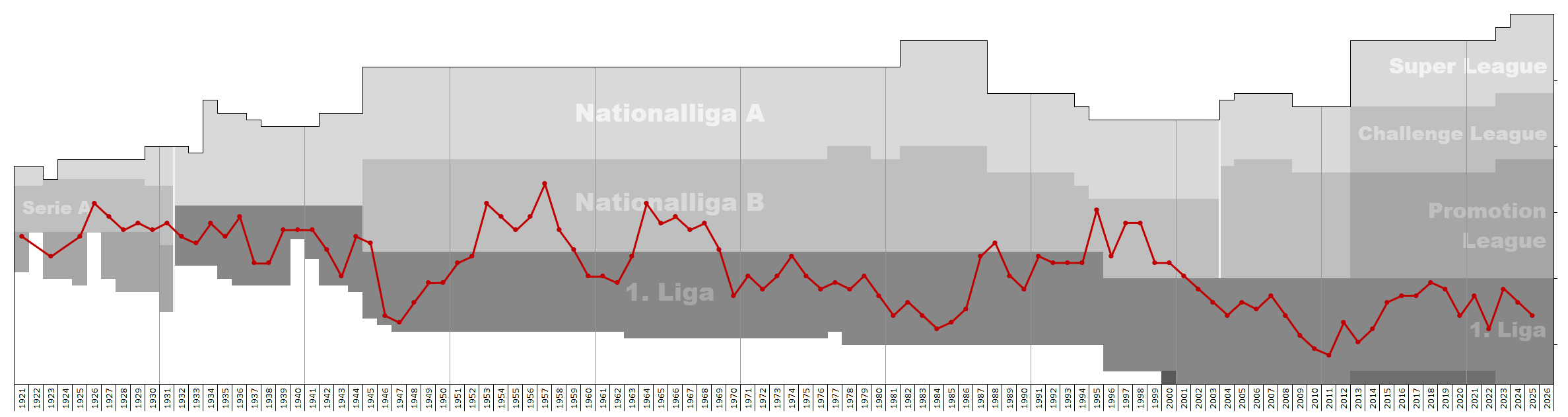
Статистика виступів клубу у чемпіонатах Швейцарії.

Клуб був заснований 1 липня 1901 року. З сезону 1925/26 до сезону 1930/31, клуб грав у верхньому дивізіоні Швейцарії. 
Після реформування чемпіонату країни у 1931 році клуб став виступати у нижчих лігах і до елітного дивізіону більше не повертався. У сезоні 1997/98 «Золотурн» був близький до повернення до вищого дивізіону. У раунді плей-оф він зайняв 5-е місце, і для просування команді не вистачило лише одного очка.

## Історія виступів у вищому дивізіоні
| Сезон                   | Місце | І  | О  | В | Н | П  | ГЗ | ГП |
| ----------------------- | ----- | -- | -- | - | - | -- | -- | -- |
| 1925/1926 (група Центр) | 5.    | 16 | 15 | 7 | 1 | 8  | 30 | 31 |
| 1926/1927 (група Центр) | 7.    | 16 | 11 | 2 | 7 | 7  | 23 | 35 |
| 1927/1928 (група Центр) | 9.    | 16 | 7  | 2 | 3 | 11 | 16 | 43 |
| 1928/1929 (група Центр) | 8.    | 16 | 12 | 5 | 2 | 9  | 34 | 49 |
| 1929/1930 (група Центр) | 9.    | 16 | 10 | 4 | 2 | 10 | 21 | 56 |
| 1930/1931 (група Центр) | 8.    | 18 | 13 | 4 | 5 | 9  | 26 | 40 |